# Piccolo lago di Plön
Il Piccolo lago di Plön è un lago tedesco della Svizzera dell'Holstein, nel Land dello Schleswig-Holstein, Circondario di Plön.
Esso si trova nella parte occidentale della città di Plön, ha una superficie a pelo d'acqua di circa 239 ha e la sua profondità massima giunge fino a 20 m.
Il lago è in parte proprietà del Land dello Schleswig-Holstein ed in parte di alcuni privati.
Esso si trova sul corso del fiume Schwentine, che affluisce in due parti dal Gran lago di Plön:
- ad ovest della penisola di Prinzeninsel, attraverso la Rohrdommelbucht ed il Mühlensee.
- attraverso il centro di Plön e lo Stadtsee.